# Ludolph van Ceulen
Ludolph van Ceulen   (Hildesheim, 28 de gener de 1540 - Leiden, 31 de desembre de 1610) va ser un matemàtic i professor d'esgrima holandès, del segle xvi.

## Vida
Van Ceulen era fill de comerciants no gaire rics que no el van poder fer anar a la universitat. Es va guanyar la vida com a professor d'esgrima, una activitat força necessària en una poca en què els Països Baixos estaven en guerres constants per l'ocupació espanyola o per les guerres religioses o per ambdues coses alhora.

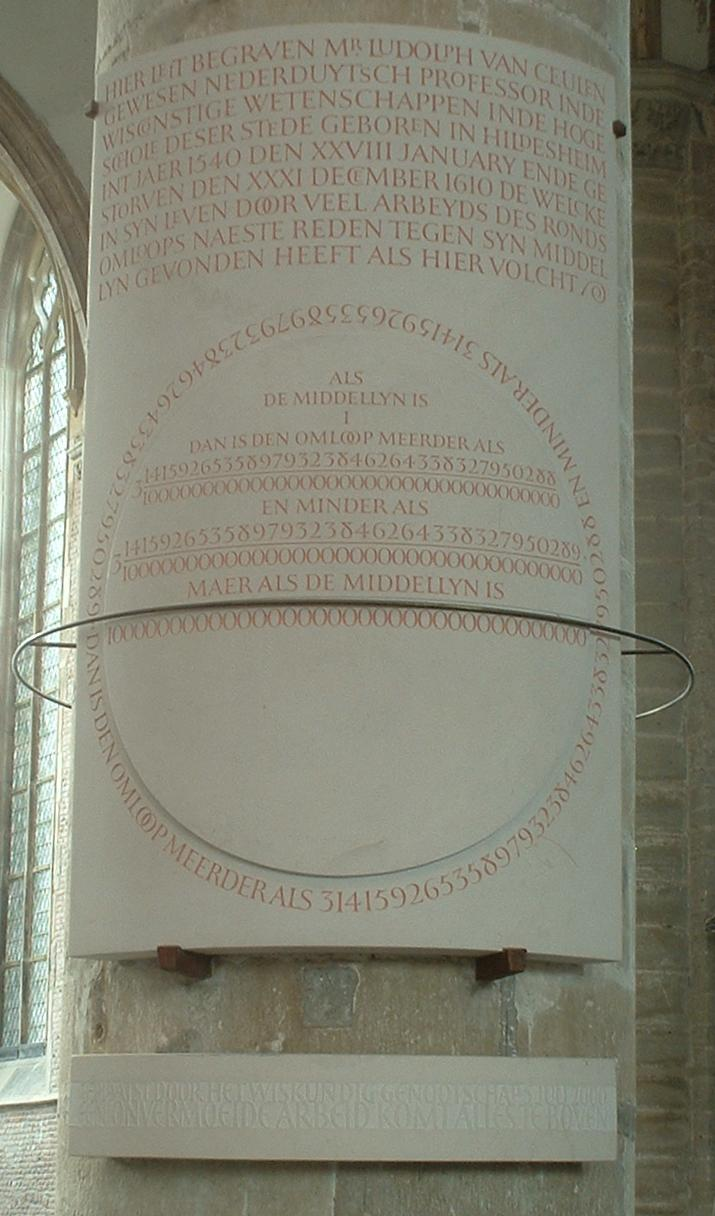
Reproducció de la seva llosa sepulcral a l'església de Sant Pere a Delft, en la qual consten els 35 primers decimals del nombre Pi.

Va tenir una escola d'esgrima a Delft a començaments dels anys 1580, però l'any 1600 va acceptar un lloc de professor a l'Escola d'Enginyeria de la Universitat de Leiden, donant classes de mètodes de fortificació i de matemàtiques. Probablement els seus coneixements de matemàtiques fossin autodidactes, ja que no sabia grec ni llatí, idiomes en els quals es publicaven en aquell temps els llibres científics.
Ja abans de ser nomenat professor, havia tingut certes disputes amb el prominent professor de la universitat, Joseph Juste Scaliger, arran d'algunes demostracions incorrectes fetes per aquest.
En morir, va ser enterrat a l'església de Sant Pere de Delft, però la seva sepultura ja havia desaparegut el 1800. L'any 2000 el rei dels Països Baixos va inaugurar una reproducció de la seva llosa sepulcral a la mateixa església.

## Obra

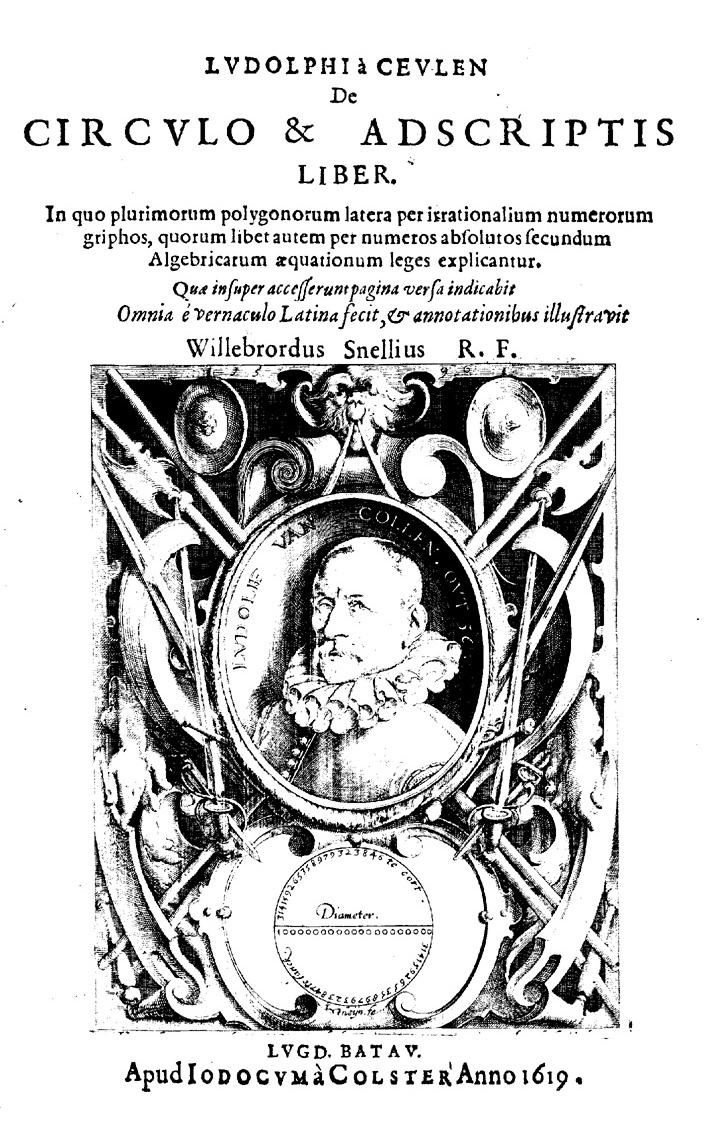
De circulo & adscriptis liber (1619)

La seva reputació en el camp de les matemàtiques és deguda bàsicament a haver calculat el valor del nombre π amb 20 decimals exactes, fent servir un polígon inscrit i subscrit de 15 × 231 costats. El 1596 va publicar els seus resultats en un llibre titulat Van den Circkel.
Després d'aquesta data va continuar calculant un nombre més aproximat. A la seva mort havia calculat els 35 primers decimals exactes amb un polígon de 262 costats (és a dir, més de quatre trilions de costats). Per aquesta raó, durant varis segles, el nombre <math>\pi/math> va ser anomenat a Alemanya com nombre ludolfí.
Un dels seus deixebles més coneguts va ser el físic i matemàtic Snel, qui va fer públic el 1621 el resultat del seu mestre.